# 那須国

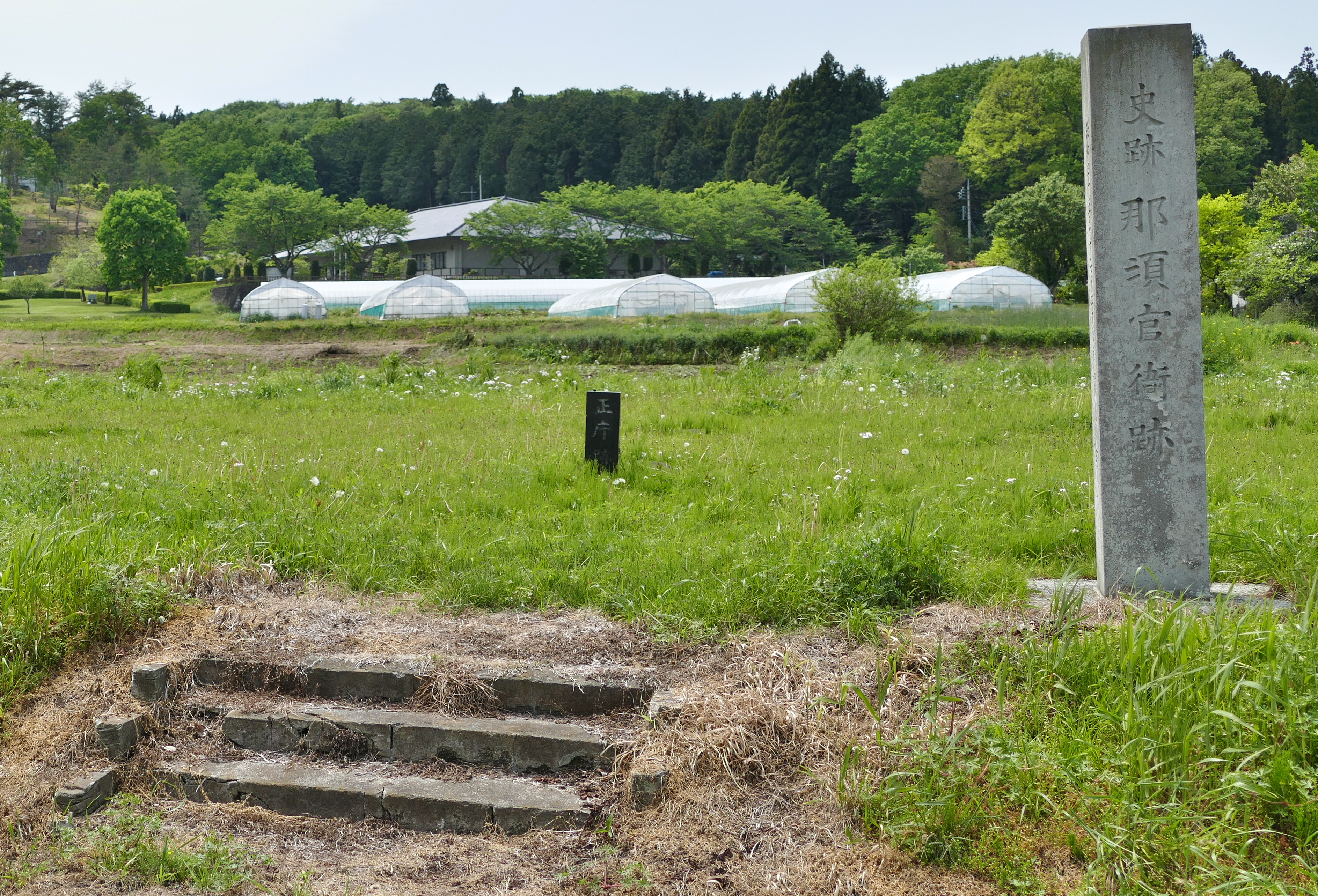
那須官衙跡、奧：なす風土記の丘小川館

那須国（なすのくに）は、『先代旧事本紀』「国造本紀」に景行天皇の時代に建沼河命の孫の大臣命を定めたと記される那須国造が治めた、東山道に位置する令制国以前の国で、現在の栃木県大田原市を中心とする地域。
那須国造碑によれば、那須国造の那須直韋提が永昌元年己丑（持統天皇3年、689年）四月に評督に任命されたとあり、この年に同族と考えられる下毛野国造が治めた下毛野国とともに那須国は令制国の下野国に編入され那須郡となった。
大田原市に那須国造碑やヤマト王権の支配領域の指標とされる前方後方墳の上侍塚古墳・下侍塚古墳が存在し、那須郡那珂川町にも駒形大塚古墳・吉田温泉神社古墳・那須八幡塚古墳の前方後方墳があり、古称を毛野川とも考えられている鬼怒川上流部の東部、那珂川上流地域である那須郡一帯がその領域であったと考えられている。（『栃木県史』「通史編1」）